# Дитрих Луф II (Клеве)
Дитрих Луф II (на немски: Dietrich Luf II von Kleve, * 1260, † между 23 март 1308 и 8 май 1309) е от 1296 г. граф на Хюлхрат и господар на замък Томбург.
Той е малкият син на граф Дитрих V/VII от Клеве († 1275) и на Аделхайд (Алайдис) фон Хайнсберг († ок. 1303), дъщеря на граф Хайнрих I фон Хайнсберг († 1259) от рейнските Спанхайми.
Дитрих Луф е женен два пъти, от 1282 г. за Адехайд от Гелдерн (1265 – 1285), след това от 1286 г. за Лиза от Кесел († 6 септември 1304). Той има най-малко 13 деца, между тях своят последник Дитрих Луф III († 1332) и няколко извънбрачни деца.
Той получава от баща си свое голямо наследство и води много независима политика. Често е против брат си, управляващият граф Дитрих VI/VIII фон Клеве, което му донася големи финанасови задължения. Дитрих Луф II е в съюз с графовете от Гелдерн и на архиепископите на Кьолн. От 1296 г. той има титлата граф на Хюлхрат и господар на Томбург.
През 1298 г. той продава на брат си граф Дитрих VI/VIII фон Клеве земята Лин. Своите южни собствености, специално замък Томбург, Дитрих Луф продава през 1303 г. на архиепископа на Кьолн Вигболд фон Холте.

## Фамилия
Дитрих Луф II фон Клеве се жени за неизвестна и има една дъщеря:
- Катарина († сл. 2 юли 1357), омъжена I. 1299 г. за граф Валрам фон Кесел († 1304/5), II. пр. 16 август 1308 г. за граф Дитрих фон Катценелнбоген († 11 май 1315), III. пр. 1317 г. за рауграф Хайнрих III фон Алтенбаумберг „Стари“ († 18 септември – 31 декември 1326).

Дитрих Луф II фон Клеве се жени втори път сл 5.септември 1285 г. или на 18 март 1286 г. за Лиза фон Вирнебург (* в Гренцау; † сл. 2 януари 1304), вдовица на граф Хайнрих V фон Кесел-Бройч († 5 септември 1285), сестра на Хайнрих II († 1332), архиепископ и курфюрст на Кьолн (1304 – 1332), дъщеря на граф Хайнрих I фон Вирнебург († сл. 1298) и Понцета фон Оберщайн († 1311). Те имат децата:
- Дитрих Луф III (* 1285; † 10 юли 1332), женен I. 1323 г. за Йоланда де Лооз († 1323), II. 28 март 1323 г. за Матилда фон Воорне (* 1297; † 12 март 1372).
- Елизабет (* 1290/95; † 21 март 1363), омъжена I. 1311 г. за Вилем ван Бредероде († 1316), II. на 13 януари 1330 г. за граф Конрад фон дер Марк († 14 март 1353)
- Зифрид Луф († 11 август 1343, убит в битка), свещеник в Мюнстер, провост в Мехелн и Мюнстер
- Ото Луф († 10 май 1349), свещеник в Кьолн, провост в Св. Гереон в Кьолн
- Райналд Луф († сл. 1353), господар на Берген оп Цоом, женен 1332 г. за Мехтилда ван Веземале († 1343/сл. 1353)
- Еберхард († сл. 1321)
- Алайдис II († 20 септември 1323), омъжена пр. 1323 г. за Вилхелм фон Хертефелд
- Йохан Луф († 1313/1314, убит в битка), каноник, приор в „Св. Лудгери“ в Мюнстер
- Агнес († сл. 1311), омъжена I. на 29 януари 1311 г. за Вигболд фон Лоен († 18 юли 1312), II. на 14 август 1312/вер. 1318 г. за Рогиер фон Леефдаел, бургграф на Брюксел (* ок. 1270; † 29 януари 1333)
- Алайдис I († сл. 1353), омъжена I. 1311 г. за Рудолф фон Райфершайд († 16 април 1329), II. за Дитрих фон Кервенхайм († 20 юни 1335)